# Horlivský rajón
Horlivský rajón (ukrajinsky Горлівський район) je rajón v Doněcké oblasti na Ukrajině. Hlavním městem je Horlivka a rajón má přibližně 691 tisíc obyvatel. 

## Města v rajónu
- Bunhe (Junokomunarivsk)
- Čysťakove (Torez)
- Debalceve
- Horlivka
- Chrestivka (Kirovske)
- Jenakijeve
- Snižne
- Šachtarsk
- Vuhlehirsk
- Ždanivka